# Victor Erneste Nessler
Pour les articles homonymes, voir Nessler.
Victor Erneste Nessler, né le 28 janvier 1841 à Baldenheim, au presbytère protestant, dans l'actuel département du Bas-Rhin et mort le 28 mai 1890 à Strasbourg, est un compositeur franco-allemand du XIXe siècle. Son opéra Der Trompeter von Säckingen lui apporta une popularité de longue durée en Allemagne.

## Enfance
Il était le 5e enfant du pasteur Charles Ferdinand Nessler et de son épouse Wilhelmine (Mina) Kampmann. Il est baptisé en l'église du village, le 3 février 1841, par le pasteur Keller, de Muttersholtz, et eut pour parrain Charles Kuss, juge de paix, et Victoire Kastler pour marraine.
À peine âgé de 3 ans, il jouait du piano sans avoir reçu d'autre leçon que celle que lui donnait la finesse extrême de son ouïe quand il assistait aux leçons que prenait sa sœur.
En 1848, son père est nommé à Barr. Victor, alors âgé de sept ans, reçut les premières leçons de piano de l'organiste du lieu Wenning.
Il progressa si rapidement qu'on contacta son père, de Strasbourg, pour organiser une série de concerts. Le pasteur refusa l'offre, car il destinait Victor au ministère pastoral.

## Études et carrière
En 1854, il rentre en 3e littéraire au gymnase protestant de Strasbourg. Après avoir passé son baccalauréat, il s'inscrivit en 1861 à la faculté de théologie de cette même ville. Il logeait dans une pauvre chambre place Saint-Thomas. Celle-ci comprenait un piano droit, une table, un fauteuil à moitié défoncé, quelques chaises de paille. L'unique fenêtre donnait sur un jardinet, la vigne vierge qui l'encadrait la faisant ressembler à l'ogive d'un cloître.
C'est là que Nessler recevait ses amis Ėdouard Schuré, Edmond Febvrel, Charles Auguste Schneegans et que la poésie s'y mêlait à la musique. La propriétaire, nommée « tante Wild », voyait cela d'un bon œil.
Ses premières œuvres furent la mise en musique des psaumes 125, 126 et 137. Ils furent exécutés par le "Sternenkränzel", la chorale de Théophile Stern, dont Nessler avec sa belle voix de baryton était un membre actif.
Le psaume musical 137, Sur les bords des fleuves de Babylone fut joué en 1862 au Temple Neuf et rapporta la somme de 700 francs. Nessler envoya cet argent aux édiles de Barr pour les pauvres, bien que lui-même avait du mal à faire face à ses frais d'études.
C'est aussi dans la petite chambre place Saint-Thomas qu'Edmond Febvrel écrivit le livret de l'opéra-comique en deux actes Fleurette, que Nessler mit en musique et qui fut présenté au théâtre municipal de Strasbourg le 15 mars 1864. Ce fut un succès, mais la Faculté trouvait cela « incompatible avec le sacerdoce » et renvoya les deux étudiants.
Il composa en tant que membre de la Wilhelmitana le chant de celle-ci. Il écrivit encore d'autres chants pour cette association.
Il fit, avec son ami Édouard Schuré de longs voyages sur les bords du Rhin allemand pour étudier sur place la chanson populaire, le lied, et en tira le plus grand profit pour ses compositions.
Il partit pour Leipzig le 19 juin 1864, avec cette fois la bénédiction de son père. Au moment des adieux, celui-ci lui dit : « Victor, si tu ne réussis pas, tu seras simple organiste dans l'église où tu aurais pu monter en chaire ».
À Leipzig, centre musical réputé, appelé aussi Petit Paris, Nessler habitait une petite chambre dans la Schützenstrasse, avec un vieux piano comme instrument de travail.
Il pourra se perfectionner auprès d'éminents professeurs tels que Moritz Hauptmann, Edouard Bernsdorf, ou de célèbres compositeurs ou chefs d'orchestre comme Carl Reinecke ou Ignaz Moscheles.
Victor Nessler était un travailleur infatigable comme nous l'indique une lettre du début de son séjour à Leipzig à sa sœur Mathilde (future Mme Ėdouard Schuré) où il lui énumère ses compositions depuis son arrivée : 15 chœurs d'hommes, 3 lieds et 1 quatuor divisé en 3 parties.
Ses premières années à Leipzig étaient très dures au point de vue matériel. Il avait également quelques difficultés à s'adapter à la vie en Saxe. Sa nomination au poste de directeur des chœurs et de second chef d'orchestre au théâtre municipal en 1871, ainsi que le soutien financier de son ami Ėdouard Schuré lui permirent enfin d'épouser sa fiancée depuis onze ans, Marie Marguerite Julie Ehrmann, de Strasbourg, en 1872. Il prend en 1879 la direction de l'orchestre du "Carolathéâtre", et en 1880 celle du "Leipziger Sängerbund" composé de huit chorales différentes et dont il était encore le directeur honorifique après son retour à Strasbourg le 1er juillet 1884.
Victor Nessler était très estimé par la population de Leipzig et des membres des chorales qu'il avait dirigées. En effet, lors de son 41e anniversaire, le 28 janvier 1882, ils le fêtèrent par une retraite aux flambeaux à laquelle ont participé 300 personnes. Il a également été très ovationné ce jour-là.

## Décès et postérité
Le 28 mai 1890, il meurt à Strasbourg, emporté par une hépatite. Les journaux strasbourgeois ont publié deux grands faire-part bilingues le jour même et le lendemain de son décès. Voici le texte :
« Cet avis tiendra lieu de faire-part et d'invitation à l'enterrement qui aura lieu vendredi le 30 mai 1890 à 2h. On se réunira à la maison mortuaire rue des Veaux 14, pour se rendre à l'église du Temple Neuf et après le service funèbre au cimetière Saint-Gall. »
La municipalité strasbourgeoise, dirigée par le maire Otto Back, organise d'émouvantes obsèques. Une foule énorme forme la haie sur le parcours du cortège. La chorale chanta pendant le culte un chœur funèbre en français que le défunt avait remis un jour à M. Striebeck, le directeur de la chorale, avec prière de le chanter à ses obsèques.
La municipalité de Strasbourg fait aussi construire à Strasbourg dans le parc de l'Orangerie en face du Pavillon Joséphine un monument financé par une souscription publique des amis de Nessler. Le sculpteur Alfred Marzolff confectionne le buste en bronze qui est coulé à Munich, et l'architecte Hurg un socle en grès rouge. L'inauguration a lieu le 28 mai 1895, cinq ans après la mort de Victor Nessler, et cela pendant la grande exposition industrielle, ce qui amène beaucoup de monde. L'inauguration est présidée par Otto Back.
En 1941, le buste est caché au Musée Historique par quelques fonctionnaires municipaux bien avisés, et y reste jusqu'à la fin de la guerre. Il est remis en place en 1953.
Le monument funéraire de Victor Nessler au cimetière Saint-Gall de Strasbourg (Koenigshoffen) (section 6.1.2.) est en granit rose avec lyre et plume, et porte son nom, celui de sa femme Julie Nessler (1841-1920) décédée à Berlin alors que, devenue aveugle en 1912, elle était allée habiter chez son fils. Y repose également son petit-fils, Peterle Nessler, décédé en 1909 à l'âge de 11 mois alors qu'il était en visite avec ses parents chez Madame Nessler.
Le 5 mai 1968, la municipalité de Baldenheim, avec à sa tête le maire M. Daniel Tubach, honore l'enfant du pays par l'apposition d'une plaque commémorative sur sa maison natale.
Une rue de Strasbourg porte son nom. Elle est située dans le « quartier des musiciens » (Neustadt).
Le 26 novembre 2016, à l'initiative du Président de l'Harmonie Echo de Baldenheim M Clément Renaudet une statue représentant Victor Nessler a été érigée au nord de la mairie du village.Cette statue a été réalisée par le sculpteur colmarien Jean Luc Schické. François Killian descendant de Victor Nessler a dévoilé la statue lors de l'inauguration.

## Quelques anecdotes

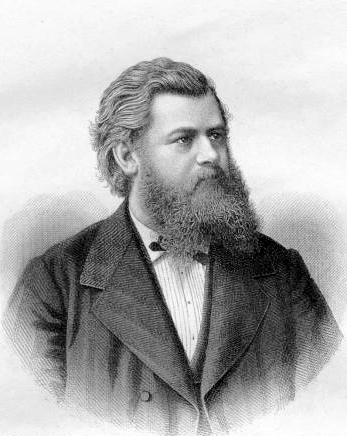
Victor Nessler par August Weger

Pour illustrer davantage le personnage de Victor Nessler, voici quelques anecdotes tirées de sa vie .
À Leipzig ses amis le surnommaient « ours des Vosges » (Vogesenbär) ou encore Victor der lieder-liche jeu de mots qui signifiait en même temps bohème et chanteur de lieds.
Édouard Schuré donnait l'explication de ce surnom quand il disait de lui : « C'est un garçon énergique, d'une indépendance sauvage et d'une extrême sensibilité ».
En 1888, Nessler se promenant au Herrewasser, dans la banlieue strasbourgeoise, rencontre quatre jeunes gens qui, sur leurs cors de chasse, jouaient le célèbre refrain du Trompette de Säckingen. Le compositeur, ravi et heureux, les aurait comblés de présents. Parmi eux se trouvait Alfred Marzolff, le futur sculpteur de son buste.
Toujours au sujet du célèbre refrain du trompette, il serait dû à un pari : lequel des deux chemins allant de Strasbourg au Fuchs am Buckel (un lieu au nord de Strasbourg vers La Wantzenau) est le plus court ? Certains auteurs pensent que la mélodie aurait déjà été composée dès 1864 dans le jardin du presbytère de Barr comme consolation du départ à Leipzig. Supposition touchante et poétique mais tout de même légendaire.
Nessler est resté durant toute sa vie attaché à l'Alsace, à ses Vosges, à Strasbourg.
Il se dispensait chaque année de diriger sa chorale lors des fêtes patriotiques du 2 septembre, jour de la bataille de Sedan.
Il a aussi composé deux lieds consacrés à l'Alsace : An die Heimat et Abendstille.
Victor Nessler composa, sous le pseudonyme de H.R. Elsten, une facétie carnavalesque qui fut jouée au Tivoli, à Strasbourg le 27 février 1881. La pièce s'appelait Die Sängermeister von Strassburg (Les maîtres chanteurs de Strasbourg). Seuls quelques initiés connaissaient le véritable nom de l'auteur.
Sa famille compte encore d'autres talents artistiques dans ses rangs : sa tante Caroline Gass (née Nessler, 1808-1869), poète, et qui, après avoir perdu la vue, publie une œuvre de haute spiritualité : L'âme d'une aveugle. Son oncle, Frédéric, qui a également publié des œuvres poétiques à Lausanne où il était professeur. Le fils de Victor Nessler, Ernest (1873-1934) sera acteur et régisseur à Berlin.
Actuellement, la famille Nessler a toujours son représentant dans le monde musical en la personne de François Killian, jeune pianiste de renommée internationale ; son arrière-arrière grand-mère, Wilhelmine Aurélie Fanny Nessler (épouse de Jacques Killian) était la cousine de Victor Nessler. À la suite de recherches généalogiques, il s'avère que François Killian n'est pas le seul représentant de la famille Nessler. Georges Grausi, auteur-compositeur-interprète, poète et écrivain, descend de la famille Nessler. Il est l'arrière-arrière-arrière-arrière petit-fils de Frédéric Nessler, l'oncle de Victor Nessler.

## Œuvres

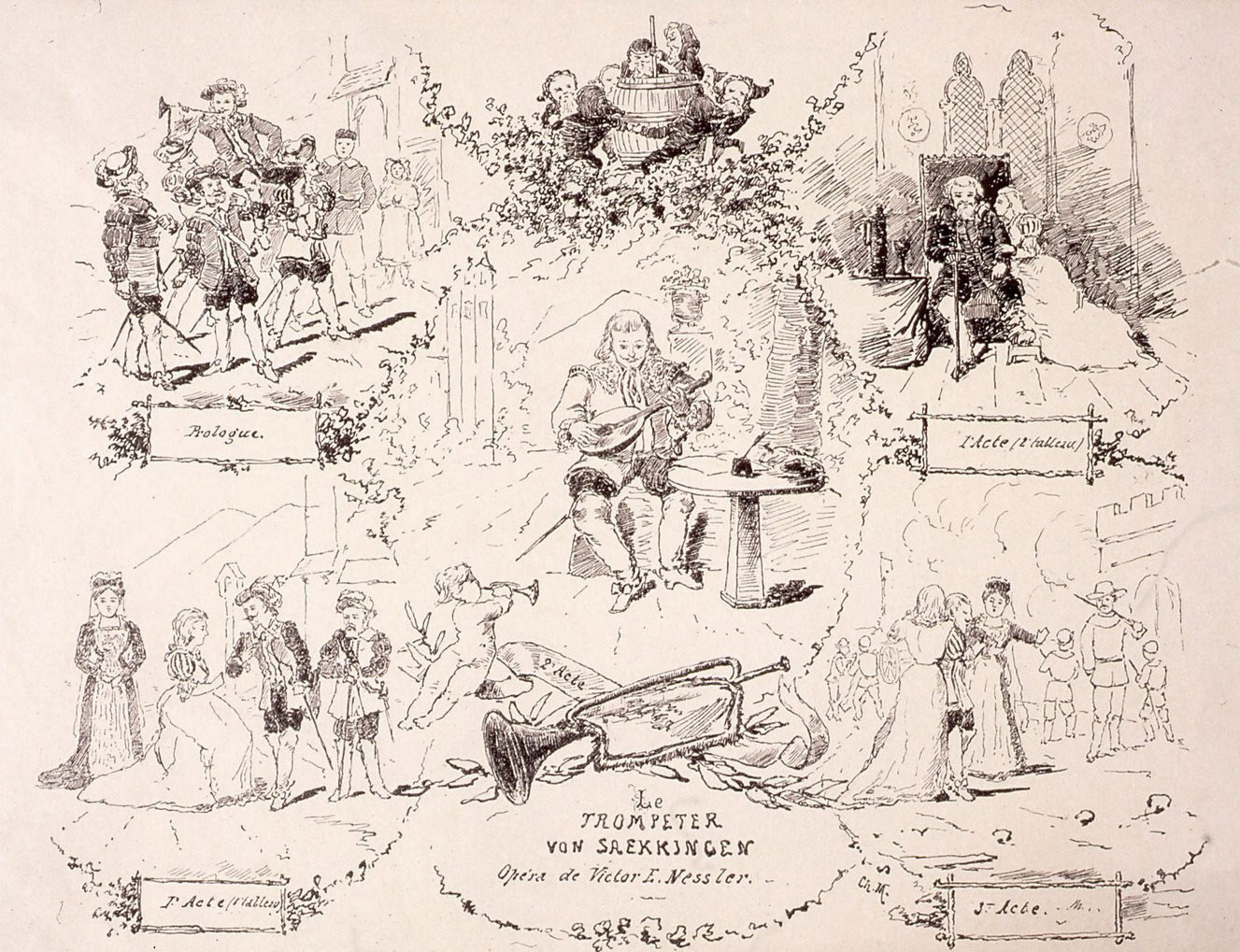
Der Trompeter von Säckingen.

Victor Ernest Nessler est connu, entre autres, pour ses deux opéras : Der Rattenfänger von Hameln (Le Joueur de flûte de Hamelin) créé à Leipzig le 19 mars 1879, et Der Trompeter von Säckingen (Le trompettiste de Säckingen) créé  à Leipzig le 4 mai 1884.
Autres œuvres
- Dornröschen Brautfahrt (le voyage de noce de la belle au bois dormant), opéra romantique (1867)
- Die Hochzeitsreise (le voyage de noce), opérette 1867)
- Der Nachtwächer (le veilleur de nuit) (1868)
- Am Alexandertag, (au jour d'Alexandre) (1868)
- Irmingard (Hermingard) (1876)[17]
- Der Wilde Jäger (le chasseur enragé)[18], opéra en 4 actes, textes de Julius Wolff
- Otto der Schütz (le chasseur hardi)[19]
- Die Rose von Strassburg (la rose de Strasbourg)[20].

Victor Nessler composa également quelques cantates : Blumen Rache, Das Grab in Busento, Gesang zu Pfingsten.
Ses chœurs d'hommes étaient très connus, comme : 
- Frühlingslieder, Klänge aus dem Elsass
- Die 3 Schneider, Tanzlied
- Aufforderung zum Tanz, Sängers Frûhlingschor
- Fremdes Glück
- Blätter der Liebe
- An dieser Rose wird er mich erkennen
- Lieder aus Schwaben
- Der Frater Kellermeister…